# Newport Beach
Newport Beach es una ciudad turística y residencial perteneciente al condado de Orange, en el estado de California (Estados Unidos), caracterizada por el suntuoso estilo de vida que llevan sus habitantes. Según el censo de 2005 contaba con 79 834 habitantes.
Newport Beach está rodeada por la costa pacífica de Estados Unidos y goza de uno de los niveles de vida más altos del país, tal y como se mostraba en la serie televisiva que la hizo famosa, The O.C.. La ciudad es además sede de grandes eventos sociales y deportivos, como el torneo de golf Toshiba Open, y el lugar de residencia de famosos y familias acaudaladas de la nación. Según la revista Sections, Newport Beach es la zona social más exclusiva de Orange.

## Educación
El Distrito Escolar Unificado Newport-Mesa gestiona escuelas públicas.

## Deportes
- Challenger de Newport Beach 2017

## Demografía
| 70 032                     | 78 544 | 79 212 | 79 482 | 79 722 | 79 834 |
| (Fuente: [cita requerida]) |        |        |        |        |        |

## Galería
|                                                    |
| Ave volando junto a un par de mujeres en el muelle |

|                   |
| Vista de la playa |

|                                      |
| Sombra de ave en la playa de Newport |

|             |
| Balboa Pier |

|                               |
| Mujer en el muelle de Newport |

|                               |
| Bandera de EE. UU. en Newport |